# Radio Congo belge
Radio Congo belge était l'émetteur national belge au Congo à Léopoldville (actuel Kinshasa) avec relais de la métropole.